# Torsten Carlius
Torsten Carlius (ur. 15 marca 1939 w Helsingborg, zm. 23 listopada 2005 w Szanghaju) – szwedzki działacz sportowy, związany głównie z lekkoatletyką.
Był synem Nilsa Carliusa, byłego prezesa Szwedzkiego Stowarzyszenia Lekkoatletyki. Ukończył studia ekonomiczne na Uniwersytecie w Lund, pracował m.in. jako dyrektor ds. finansowych przedsiębiorstwa budowy mieszkań w Helsingborg (od 1985). Przeszedł na emeryturę kilka miesięcy przed śmiercią.
Od lat 60. działał w lekkoatletyce, początkowo w klubie IFK Helsingborg (jednym z większych klubów lekkoatletycznych w Szwecji), potem na forum krajowym. W 1972 został wybrany do zarządu Szwedzkiego Stowarzyszenia Lekkoatletycznego. W krajowym związku zajmował się głównie sportem młodzieżowym, uczestniczył w europejskich kongresach związków sportowych, towarzyszył kadrom młodzieżowym na imprezach mistrzowskich.
Od połowy lat 80. przeszedł do sportu weteranów. Od 1989 kierował Komisją ds. Weteranów Szwedzkiego Stowarzyszenia Lekkoatletycznego. Pełnił funkcję wiceprezydenta (później prezydenta) Europejskiego Stowarzyszenia Lekkoatletyki Weteranów. W 1991 został sekretarzem generalnym Światowego Stowarzyszenia Lekkoatletyki Weteranów. Organizacja ta zmieniła następnie nazwę na World Masters Athletics (WMA, Światowe Stowarzyszenie Lekkoatletyki w kategorii Masters); zajmuje się zawodami lekkoatletycznymi dla sportowców, którzy ukończyli 35 lat, przy współpracy z Międzynarodowym Stowarzyszeniem Federacji Lekkoatletycznych IAAF. Torsten Carlius był również członkiem Komitetu Weteranów IAAF.
W WMA zajmował kierownicze stanowiska do końca życia; w latach 1997-2005 pełnił funkcję prezydenta, a w sierpniu 2005 ponownie został sekretarzem generalnym. Zmarł nagle na atak serca w Szanghaju kilka miesięcy później.